# 斉藤禎一
斉藤 禎一（さいとう ていいち、1941年5月11日 - ）は、日本の映画録音技師。千葉県出身。

## 概暦
1960年に東宝撮影所の録音助手として入社し、1985年に録音技師に昇格。
2008年6月19日、『剱岳 点の記』撮影中の富山県立山町の別山山中で、落石の直撃を受け重傷を負い、富山市内の病院に搬送された。その後回復し、リハビリ中である。

## 担当作品

### 録音助手作品
- 悪魔の手毬唄（1977年）
- 火の鳥（1978年）
- 病院坂の首縊りの家（1979年）
- ゴジラvsビオランテ（1989年）
- 刑事貴族（テレビドラマ、1990年）

### 録音技師作品
- ビルマの竪琴（1985年）
- 雪の断章 情熱（1985年）
- 竹取物語（1987年）
- ガンヘッド（1989年）
- 超少女REIKO（1991年）
- 天河伝説殺人事件（1991年）
- ゴジラシリーズ
  - ゴジラvsモスラ（1992年）[1]
  - ゴジラ2000 ミレニアム（1999年）[1]
  - ゴジラ×メガギラス G消滅作戦（2000年）[1]
  - ゴジラ・モスラ・キングギドラ 大怪獣総攻撃（2001年）[1]
  - ゴジラ×メカゴジラ（2002年）[1]
  - ゴジラ×モスラ×メカゴジラ 東京SOS（2003年）[1]
  - ゴジラ FINAL WARS（2004年）[1]
- 帰って来た木枯し紋次郎（1993年）
- 四十七人の刺客（1994年）
- 八つ墓村（1996年）
- 刑事追う!（テレビドラマ、1996年）
- 誘拐（1997年）
- モスラ3 キングギドラ来襲（1998年）[1]
- どら平太（2000年）
- 新選組（2000年）
- かあちゃん（2001年）
- ロボコン（2003年）
- 犬神家の一族（2006年）
- 剱岳 点の記（2009年）